# Кураки
Кураки (бел. Куракі) — деревня в Ровковичском сельсовете Чечерского района Гомельской области Белоруссии.

## География

### Расположение
В 5 км на запад от Чечерска, 42 км от железнодорожной станции Буда-Кошелёвская (на линии Гомель — Жлобин), 70 км от Гомеля.

### Гидрография
На реке Чечора (приток реки Сож).

### Транспортная сеть
Транспортные связи по просёлочной, затем автомобильной дороге Чечерск — Рысков и автодорогам, которые отходят от Чечерска. Планировка состоит из короткой улицы, ориентированной с юго-востока на северо-запад. На северо-востоке вторая короткая улица. Застройка деревянная, усадебного типа.

## История
Согласно письменным источникам известна с начала XVIII века как селение в Речицком повете Минского воеводства Великого княжества Литовского. В 1704 году согласно инвентаря Чечерского староства 4 дыма, боярский посёлок.
После 1-го раздела Речи Посполитой (1772) в составе Российской империи. В 1777 году — во владении Степана Курако. В 1858 году околица. Согласно переписи 1897 года действовали 3 ветряные мельницы, постоялый двор, мельница, в Чечерской волости Рогачёвского уезда Могилёвской губернии.
С 1921 года действовала изба-читальня. В 1926 году работали почтовый пункт, школа. В числе жителей было 30 польских семей. С 8 декабря 1926 года до 30 декабря 1927 года центр Кураковского сельсовета Чечерского района Гомельского округа. В 1929 году организован колхоз «Ударник», работали ветряная мельница и кузница. 21 житель погиб на фронтах Великой Отечественной войны. Согласно переписи 1959 года в составе колхоза «Юбилейный» (центр — деревня Мотневичи).

## Население
- 1704 год — 4 дыма.
- 1868 год — 25 дворов, 141 житель.
- 1897 год — 43 двора, 253 жителя (согласно переписи).
- 1926 год — 55 дворов.
- 1959 год — 184 жителя (согласно переписи).
- 2004 год — 12 хозяйств, 19 жителей.